# Ича (приток Тары)
Ича, в среднем и верхнем течении Большая Ича — река в России, протекает по территории Кыштовского и Северного районов Новосибирской области. Устье реки находится в 589 км по правому берегу реки Тары. Длина реки — 71 км, площадь водосборного бассейна — 1710 км². В 19 км от устья по левому берегу впадает река Малая Ича.

## Данные водного реестра
По данным государственного водного реестра России относится к Иртышскому бассейновому округу, водохозяйственный участок реки — Иртыш от впадения реки Омь до впадения реки Ишим, без реки Оша, речной подбассейн реки — бассейны притоков Иртыша до впадения Ишима. Речной бассейн реки — Иртыш.